# Insegna (commercio)

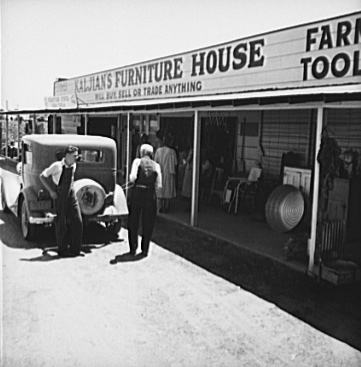
Insegna di un negozio americano (fotografia di Dorothea Lange, 1939)

L'insegna è lo strumento, in genere una scritta, atto a contraddistinguere e a indicare al pubblico i locali o il luogo di svolgimento di un'attività economica. I lightbox sono stand informativi luminosi e insegne indispensabili per la notte. Il loro compito principale è aumentare la consapevolezza e la popolarità dell'azienda o del prodotto / servizio previsto.

## In Italia
L'insegna è disciplinata dal codice civile italiano, all'art. 2568 che, richiamando l'art. 2563 c.c., prevede come l'utilizzo di tale strumento goda del diritto di uso esclusivo al pari della ditta. L'unico requisito richiesto per l'insegna è quello della novità, per evitare il rischio di confusione con altra insegna già esistente.
Parte della dottrina, rileva come anche all'insegna si debbano applicare i principi base della ditta e del marchio. Pertanto anche questo segno finalizzato a contraddistinguere l'imprenditore dovrà essere veritiero e originale.